# Cieśnina Korsykańska
Cieśnina Korsykańska, Kanał Korsykański (fr. Canal Corse, wł. Canale di Corsica) – cieśnina w zachodniej części Morza Śródziemnego oddzielająca Korsykę od archipelagu Wysp Toskańskich. Łączy morza Liguryjskie i Tyrreńskie. Szerokość: 75 km. Głównym portem morskim nad Cieśniną Korsykańską jest Bastia na Korsyce.